# Pariser Hof

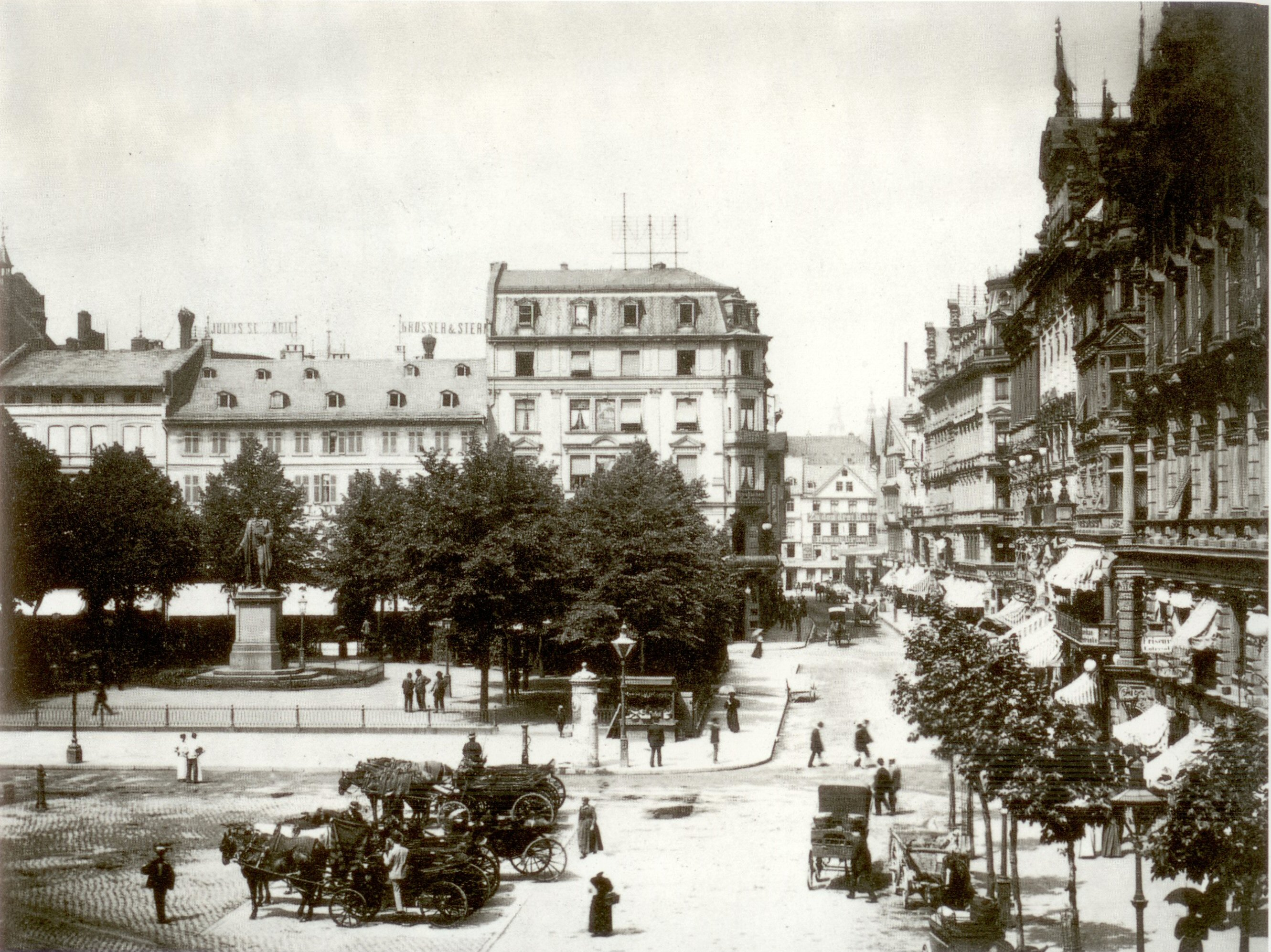
Le Pariser Hof est le bâtiment situé derrière la statue de Schiller, photo d'avant 1898

Le Pariser Hof est un groupe parlementaire, dit Fraktion en allemand, du parlement de Francfort. Il est créé le 21 décembre 1848.
Comme les autres fractions de l'assemblée nationale, son nom provient du lieu de rencontre de ses différents membres à Francfort-sur-le-Main.
La fraction Pariser Hof est issue de la scission des plus conservateurs de la fraction casino d'orientation libérale modérée.
Sur le plan des idées les deux fractions restent proches, toutefois le Pariser Hof est plus favorable au fédéralisme, en opposition à l'État fédéral,
ce qui signifie qu'elle refuse la mise en place d'une administration centrale forte. Cela a également pour conséquence qu'elle demande que la constitution de Francfort soit ratifiée individuellement par chaque État fédéré.
Son nombre de membres culmine à environ 100, qui sont principalement originaires du sud de l'Allemagne et de l'Autriche et sont en conséquence souvent catholiques, parmi eux on compte : Carl Theodor Welcker,  August Reichensperger, Johann Gustav Heckscher et Victor Franz von Andrian-Werburg (de).

## Histoire du Pariser Hof
Le Pariser Hof se situe sur la Schillerplatz, aujourd'hui la Hauptwache, existe depuis au moins 1709, époque à laquelle il portait le nom de Zum Schwarzen Bock, au bouc noir.
En 1784, Friedrich Schiller y loge lors de la première de sa pièce Cabale et Amour.
En 1809, elle est reconstruite dans un style néoclassique et porte le nom Hotel à la ville de Paris, puis Hotel de Paris.
Le surnom puis nom de Pariser Hof s'impose cependant rapidement.
En 1898, l'hôtel est rasé et remplacé par des bureaux dans le style néorenaissance.
Au rez-de-chaussée ouvre le Grand Café Bristol, qui ferme lors de la période de forte inflation.
Dans les années 1930, un autre café ouvre le  Café Wien, café Vienne. Le bâtiment est finalement détruit par les bombardements en 1944.
En 1951, un nouveau bâtiment est construit sur le terrain avec à son rez-de-chaussée le Café Kranzler.
Dans le début des années 1970, la construction de la station de S-Bahn de Hauptwache oblige à le raser de nouveau.
À sa place est construit en 1976, un bâtiment très banal qui s'y tient toujours.